# Секст Калпурний Агрикола
Вижте пояснителната страница за други личности с името Агрикола.
Секст Калпурний Агрикола (на латински: Sextus Calpurnius Agricola) е римски военачалник и политик от 2 век от род Калпурнии.

## Биография
През 154 г. Агрикола е суфектконсул заедно с Тиберий Клавдий Юлиан. Управител е на Горна Германия (Germania Superior) през 158 г. През 163 г. е изпратен в Британия. Между 168 и 169 г. той е управител на Долна Мизия.